# Racaka (häradshuvudort i Kina, Tibet Autonomous Region, lat 31,40, long 96,52)
Racaka (kinesiska: Rezhaka, 热扎卡, Leiwuqi Xian, 类乌齐县) är en häradshuvudort i Kina. Den ligger i den autonoma regionen Tibet, i den sydvästra delen av landet, omkring 550 kilometer öster om regionhuvudstaden Lhasa. Antalet invånare är 49 870. Befolkningen består av 24 675 kvinnor och 25 195 män. Barn under 15 år utgör 31 %, vuxna 15-64 år 62 %, och äldre över 65 år 5,0 %.
Runt Racaka är det mycket glesbefolkat, med 7 invånare per kvadratkilometer. Det finns inga andra samhällen i närheten. Trakten runt Racaka består i huvudsak av gräsmarker.
Genomsnittlig årsnederbörd är 775 millimeter. Den regnigaste månaden är juli, med i genomsnitt 173 mm nederbörd, och den torraste är december, med 2 mm nederbörd.